# Elisabeta a Palatinatului (1483–1522)
Elisabeta a Palatinatului (n. 16 noiembrie 1483, Heidelberg, Palatinatul Elector – d. 24 iunie 1522, Baden, Margraviate of Baden⁠(d), Germania) aparținând ramurii Palatinatului Elector a Casei de Wittelsbach, a fost succesiv soția landgrafului de Hessa-Marburg și soția margrafului de Baden.

## Biografie
Elisabeta a fost fiica principelui elector Filip al Palatinatului (1448–1508) și a soției sale, Margareta de Bavaria (1456–1501), fiica ducelui Ludovic al IX-lea de Bavaria-Landshut.
Deși căsătoria Margaretei cu landgraful Wilhelm al III-lea de Hessa (1471–1500) a fost încheiată în 1496, ceremonialul și consumarea căsătoriei au avut loc doi ani mai târziu, în 1498 la Frankfurt pe Main. Această uniune a întărit legătura landgrafului Wilhelm al III-lea cu familia conților Palatinatului, în timp ce verii lui săi din linia Hessa-Kassel erau susținători ai împăratului Maximilian I.
Wilhelm a stabilit ca, în cazul în care murea fără a avea moștenitori, soția sa să primească Comitatul Katzenelnbogen (zestrea adusă de ea în căsătorie) ca domeniu pentru susținere în timpul văduviei. Totuși, comitatul a ajuns în mâinile vărului său Wilhelm al II-lea de Hessa-Kassel, cu care Elisabeta urma să se căsătorească după dorința Palatinatului. Wilhelm al II-lea a refuzat însă această variantă și s-a căsătorit cu o prințesă apropiată Casei de Habsburg. El s-a implicat, de asemenea, în interdicția impusă de împăratul Maximilian I, tatălui și fratelui Margaretei datorită disputei privind stăpânirea Comitatului Katzenelnbogen de către Margareta ca văduvă.
La 3 ani de la moartea primului ei soț, Elisabeta s-a căsătorit cu margraful Filip I de Baden (1479–1553). Într-un contract încheiat în 1508 privind zestrea Elisabetei, se stipula că Palatinatul Elector ceda către Baden părțile Comitatului Sponheim dobândite de la Baden în 1463.
Elisabeta a fost înmormântată în Bazilica din Baden-Baden, unde se află mormintele margrafilor de Baden.

## Căsătorii și descendenți
Elisabeta s-a căsătorit de două ori:
- pe 30 septembrie 1498 la Frankfurt pe Main cu Wilhelm al III-lea, landgraful de Hessa;
- pe 30 ianuarie 1503 în Heidelberg cu Filip I, margraful de Baden.

Din prima căsătorie Elisabeta nu a avut copii. Din căsătoria cu margraful Filip I de Baden, au rezultat șase copii, dintre care doar prima fiică născută a atins vârsta maturității:
- Maria Iacobea (1507–1580), căsătorită în 1522 cu ducele Bavariei, Wilhelm al IV-lea;[6]
- Filip (1508–1509);
- Filip Iakob (n./d. 1511);
- Marie Eva (n./d. 1513);
- Johann Adam (n./d. 1516);
- Max Kaspar (n./d. 1519).